# Hyboserica fenerivensis
Hyboserica fenerivensis är en skalbaggsart som beskrevs av Moser 1915. Hyboserica fenerivensis ingår i släktet Hyboserica och familjen Melolonthidae. Inga underarter finns listade i Catalogue of Life.